# Vicente Guillot
Vicente Guillot Fabián (født 15. juli 1941 i Aldaia, Spanien) er en spansk tidligere fodboldspiller (angriber). 
Aldaia spillede seks kampe for det spanske landshold og scorede fire mål, herunder et hattrick i en EM-kvalifikationskamp mod Rumænien i 1962. På klubplan spillede han i en årrække for Valencia.

## Titler
Copa del Generalísimo
- 1967 med Valencia

Messeby-turneringen
- 1962 og 1963 med Valencia